# Johann Nepomuk Franz Seraph Rainprechter
Johann Nepomuk Franz Seraph Rainprechter (* 17. Mai 1752 (nach abweichenden Angaben: 1757) in Altötting; † 28. April 1812 in Salzburg) war ein deutsch-österreichischer Komponist der Klassik.

## Leben
Rainprechter war ein Sohn des Altöfttinger Kapellmeisters Georg Joseph Rainprechter (um 1726 – um 1802), von dem er seinen ersten Musikunterricht erhielt. Er studierte an der Universität Ingolstadt und wurde später in Salzburg Schüler von Leopold Mozart. 1773 trat er in das Stift Sankt Peter ein, dessen Chorregent er 1779 wurde.
Er wurde als einer der möglichen Urheber der sogenannten Kindersinfonie mit Berchtesgadener Kinderinstrumenten genannt, deren dreisätzige Fassung er auf Basis einer sieben-sätzigen Cassatio von L. Mozart bearbeitet haben könnte.

## Werke
- Drei Messen
- Libera me
- Litaniae Lauretanae für Chor und Orchester
- Pastorella für Chor und Orchester